# Mituliodon tarantulinus
Genre
Espèce
Synonymes
- Zora tarantulina L. Koch, 1873
- Zora australiensis L. Koch, 1873
- Zora torva L. Koch, 1873
- Syspira rubicunda Hogg, 1900
- Miturga maculata Hogg, 1900
- Miturga whistleri Simon, 1909
- Miturga splendens Hickman, 1930
- Miturga velox Hickman, 1930

Mituliodon tarantulinus, unique représentant du genre Mituliodon, est une espèce d'araignées aranéomorphes de la famille des Miturgidae.

## Distribution
Cette espèce est se rencontre en Australie et au Timor indonésien,.

## Description
La carapace du mâle holotype mesure 5,5 mm et l'abdomen 5,5 mm.

## Systématique et taxinomie
Cette espèce a été décrite sous le protonyme Zora tarantulina par L. Koch en 1873. Elle est placée dans le genre Uliodon par Simon en 1897 puis dans le genre Mituliodon par Raven et Stumkat en 2003.
Zora australiensis, Zora torva, Syspira rubicunda, Miturga maculata et Miturga velox ont été placées en synonymie par Raven et Stumkat en 2003.
Miturga whistleri et Miturga splendens ont été placées en synonymie par Raven, Hebron et Williams en 2023.

## Publications originales
- L. Koch, 1873 : Die Arachniden Australiens, nach der Natur beschrieben und abgebildet. Nürnberg, vol. 1, p. 369-472 (texte intégral).
- Raven & Stumkat, 2003 : « Problem solving in the spider families Miturgidae, Ctenidae and Psechridae (Araneae) in Australia and New Zealand. » The Journal of Arachnology, vol. 31, p. 105-121 (texte intégral).